# Панония Савия
Панония Савия (на латински: Pannonia Savia, Savia, Pannonia Ripariensis) е древна римска провинция. Основана е през 295 година, по времето на император Диоклециан.
Панония Савия включва днешните Хърватия, Словения, Босна и Херцеговина. Столица на провинцията бил Сисция (днес Сисак). Съществува до 5 век до инвазията на хуните.